# Salomè (Wilde)
Salomè è una tragedia in un atto unico del drammaturgo irlandese Oscar Wilde scritto in lingua francese nel 1891 e rappresentato nella stessa lingua per la prima volta l'11 febbraio 1896 al Théâtre de l'Œuvre di Parigi grazie all'attore francese Lugné-Poë.
L'opera venne scritta in lingua francese durante un soggiorno del drammaturgo a Parigi nel 1891 appositamente per l'attrice Sarah Bernhardt la quale, nonostante le numerose prove, si rifiutò di interpretare il personaggio sulle scene, a causa dello scandalo che aveva travolto Wilde. È ispirata alla figura di Salomè, figlia di Erodiade, ed alla sua storia, riportata, pur tacendone il nome, nei Vangeli di Marco e Matteo. Per compiacere la sua volontà, infatti, Erode ordinò la decapitazione di Iokanaan (Giovanni Battista, nella tradizione cristiana).
Il 22 febbraio 1893 Salomé esce in volume, nella versione francese. L'opera venne pubblicata nel 1894 con le illustrazioni liberty di Aubrey Beardsley: la traduzione in lingua inglese venne affidata all'amante di Oscar Wilde, Lord Alfred Douglas (Bosie). Rivelatosi il giovane impari all'impresa, la sua traduzione venne in realtà sostituita con un'altra rimasta anonima (approvata da Wilde, che non intervenne nella redazione, come testimonia il figlio Vivian Holland) e nella prima edizione compare la dedica "A Lord Alfred Douglas, traduttore della mia commedia". Nella versione francese la dedica è, invece, a Pierre Louÿs.

## Trama
Nel palazzo di Erode Antipa, dove egli vive con la ex moglie del fratello Filippo, Erodiade, intrecciando con lei una relazione legalizzata da un matrimonio, si sta svolgendo un banchetto che vede ospiti giudei, romani, egizi. L'opera si apre sulla terrazza del palazzo con il dialogo tra i soldati, il siriaco e quello di Cappadocia che discutono sulla bellezza della luna e sulla bellezza della principessa Salomè.
Nel salone c'è una grande cisterna dove il tetrarca Erode ha fatto rinchiudere Iokanaan: Erode è infatti spaventato dal comportamento del profeta, che urla dal fondo della sua prigione le profezie sull'avvento del Messia condannando il comportamento dei monarchi di Giudea. Salomè, allontanatasi dal banchetto per i continui sguardi interessati di Erode, è incuriosita dall'uomo e ne chiede la liberazione alle guardie per potergli parlare. Questi si dimostrano spaventati ma alla fine cedono alle lusinghe della principessa: Iokanaan esce dalla cisterna proferendo parole di sdegno contro Erode ed Erodiade. L'aspetto e la voce del profeta inebriano Salomè che, affascinata dall'uomo, gli rivela il suo impeto sessuale ed il desiderio irrefrenabile di baciarlo:
(Salomè)
Iokanaan la evita e il siriaco, capitano della guardia ed innamorato di Salomè, si uccide nel sentirla proferire promesse di un bacio al profeta.
Giungono sulla terrazza il tetrarca e la cognata, ed Erode fa offerte amorose a Salomè, che rifiuta sdegnata. Iokanaan non perde tempo nel maledire il comportamento libertino di Erodiade, la quale è profondamente offesa dalle accuse e dalla mancata difesa da parte del marito. Erode è troppo preso dalla bellezza di Salomè per darle retta, e le chiede di danzare per lui, offrendosi di esaudire qualsiasi suo desiderio. Salomè accetta ed esegue la danza dei sette veli, posando i piedi nudi nel sangue del cadavere del siriaco. Finita l'esecuzione, la danzatrice esprime il suo desiderio, ripetendolo di fronte all'orrore di Erode:
(Salomè)
Salomè vuole baciare le labbra di Iokanaan, che sfugge alle richieste di Salomè: ella desidera la sua testa in un bacile d'argento, ma Erode non vuole uccidere un uomo che ha visto Dio; tuttavia, il re non può venir meno alla sua promessa e fa uccidere dal carnefice il profeta.
Salomè ne reclama la testa e bacia le labbra di Iokanaan
(Salomè)
di fronte allo sgomento di Erode ed alla soddisfazione di Erodiade, che vede il suo accusatore morto. Erode, inorridito dalla ragazza, ne ordina l'uccisione da parte di suoi soldati. L'opera termina con gli scudi dei guerrieri che schiacciano, uccidendola, Salomè.

## Rappresentazioni
La prima rappresentazione avvenne al Théâtre de l'Œuvre di Parigi l'11 febbraio 1896, dopo che il Lord Ciambellano di Londra ne aveva vietato l'allestimento, essendo in quel periodo proibito in Inghilterra rappresentare a teatro vicende bibliche. Wilde scrisse lettere indignate alla stampa, minacciando di farsi cittadino francese; Punch ne prese spunto per nuove vignette umoristiche. Nonostante una rappresentazione clandestina del 1905, solo dal 1931 l'opera poté essere rappresentata nel Regno Unito senza censure.
Altre performance da ricordare sono quella del 1903 al Neues Theater di Berlino per la regia di Max Reinhardt, che l'aveva privatamente allestita l'anno precedente al Kleines Theater.

## Adattamenti
Nel 1905 ne è stata tratta Salomè, opera lirica di Richard Strauss.
Ci sono stati numerosi adattamenti cinematografici:
- Salomè (1910) diretto da Ugo Falena
- Salomè (1922) con Alla Nazimova
- Salomè (1953) diretto da William Dieterle
- Salomè (1972) diretto da Carmelo Bene
- Salomè (1986) diretto da Claude D'Anna
- L'ultima Salomè (1988) diretto da Ken Russell
- Salomè (1997) diretto da Luca Damiano
- Salomè (Mediometraggio di Kenneth Anger)
- Chiamami Salomè (2008) diretto da Claudio Sestieri